# 久居花火大会
久居花火大会（ひさいはなびたいかい）とは、三重県津市久居地域において、毎年8月第一週の土曜日に行われる花火大会である。旧称はサマーフェスタ イン ひさい。

## 花火大会
この夏祭りの呼び物は、花火大会である。花火大会の会場は陸上自衛隊第10師団第33普通科連隊のグラウンドを利用しており、打ち上げ場所が観客席に近いため、市街地の上空で弾ける大迫力の花火が体感できる。
2019年（令和元年）に「サマーフェスタ イン ひさい」から「久居花火大会」に改称した。開催回数はサマーフェスタ イン ひさいから引き継ぎ、2019年（令和元年）大会を第58回とした。2020年（令和2年）・2021年（令和3年）は新型コロナウイルス感染症の流行に伴い、2年連続で中止となった。

## 懸念
久居市は市町村合併により現在の津市の一部（久居地域）となったが、津市にも大正時代から続く伝統の津花火大会があるため、「サマーフェスタ イン ひさい」の花火大会が中止されるのではないかとの懸念の声が、旧久居市民のみならず、観光客からも上がっている。また、年を追うごとに観光客が増えているが、お祭り費用の捻出が年々厳しくなってきている。2008年度の「サマーフェスタ イン ひさい」の際には、青年会議所や観光協会が中心となり、費用の窮状を訴える文書と寄付金の振込用紙を各家庭に配布（旧久居市民が主な対象）し資金提供を呼びかけた結果、例年通りの開催に漕ぎ着けたが、今後も予算面での課題が大きくのしかかってきている。